# 영덕 우계종택
영덕 우계종택(盈德 愚溪宗宅)은 대한민국 경상북도 영덕군 창수면 인량리에 있는 조선시대의 가옥이다. 2013년 7월 11일 경상북도의 민속문화재 제184호로 지정되었다.

## 개요
조선시대 우계 이시형이 살던 살림집이다.
이시형은 운악 이함의 아들로 학문과 재능이 뛰어났다. 선조 40년(1607)에 세운 이 가옥을 이함이 의령현감에 부임하면서 차남인 이시형이 관리하였다고 한다. 그러나 이시형이 27세 되던 해인 광해군 4년(1612) 과거에 응시하고 돌아오던 길에 외가에서 별세하였다.
그 뒤 약 400년간 보존하여 오늘에 이르고 있다.

## 현지 안내문
이 건물은 조선 선조 때 재령이씨 영해 입향조 이애의 손자인 의령현감 이함의 차남 우계 이시형의 살림집으로 건립된 후 지금까지 400년 가까이 우계파종가로 보존되고 있다.
이 건물은 원래 이함이 후세의 교육을 위해 조선 선조 37년(1604)에 충효당 종택을 완공하여 이애가 처음 건립한 옛날 집을 없애고 선조 40년(1607)에 우계의 살림집으로 건립하여 현재에 이른다.
이 건물의 형태는 정면 5탄, 측면 4칸의 'ㅁ'자형 나무로 지은 기와집으로, 막돌 기단 위에 자연석 주초를 놓고 사각으로 된 기둥을 세운 홑치마 팔작지붕으로 만들어진 조선중기의 전형적인 양반가옥이다. 건립당시에는 대문채 및 행랑채가 있었다고 하나 지금은 없다.

## 참고 자료
- 영덕 우계종택 - 국가유산청 국가유산포털